# Belvedere (Petit Trianon)
Il Belvedere è un capriccio situato nel parco del Petit Trianon di Versailles, in Francia. Fu costruito dal 1777 al 1781 per il giardino inglese della regina Maria Antonietta dall'architetto di corte Richard Mique (1728-1794). Veniva utilizzato principalmente per i concerti musicali organizzati per Maria Antonietta e il suo seguito.
Il 31 ottobre 1906, come parte del complesso della reggia e del parco di Versailles, il padiglione è stato inserito nel registro dei monumenti storici di Francia.

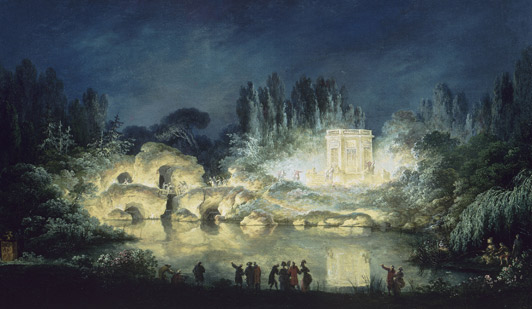
Illuminazione del Grand rocher e del padiglione del Belvedere, Claude-Louis Châtelet, 1781.

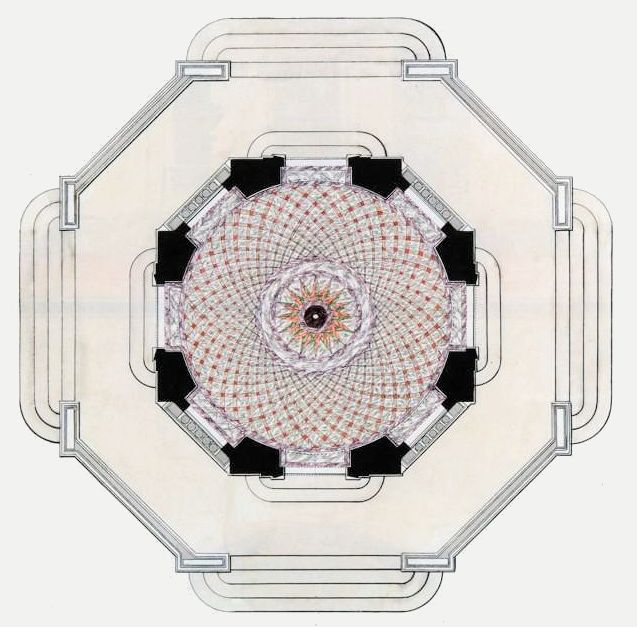
Pianta del Belvedere, Richard Mique, 1786, Modena, Biblioteca Estense.

## Storia
I lavori per il Belvedere iniziarono poco dopo l'inizio della costruzione del Tempio dell'Amore, nel 1777. Il costo della sistemazione del parco e della costruzione degli edifici superava di gran lunga le disponibilità finanziarie della regina. Quando Maria Antonietta si rivolse al re per chiedere aiuto, Luigi XVI ordinò di stanziare la somma necessaria dal bilancio dello Stato per la moglie. Così, il 22 agosto 1775, “per i giardini della Regina” nel tesoro reale furono riservate 100 mila livres. L'atto in sé, così come l'importo che costava al bilancio l'intrattenimento di una cerchia ristretta di persone, provocò pettegolezzi tra i cortigiani e dicerie tra i cittadini comuni. In seguito, durante il processo a Maria Antonietta nel 1793, queste spese esorbitanti furono, tra l'altro, imputate a lei.

## Descrizione
Il padiglione si trova su un'isola al centro di uno stagno, su una montagna artificiale ispirata ai pittoreschi paesaggi del cantone svizzero del Vallese, nelle immediate vicinanze del Grand rocher.
L'edificio ottagonale con alte finestre offriva una vista panoramica sullo stagno e sul parco circostante. Il riflesso nell'acqua, la Grande roccia adiacente e gli alberi sullo sfondo la rendevano particolarmente pittoresca.

### Esterno
La decorazione esterna dell'edificio - la graziosa ghirlanda della cornice e i bassorilievi con le rappresentazioni allegoriche delle stagioni - è stata realizzata dallo scultore Joseph Deschamps. I quattro sopra-finestra rettangolari sopra le finestre raffigurano le divinità del pantheon romano: Flora coronata di rose (“Primavera”), Cerere con la falce e il covone di grano (“Estate”), Bacco con il bicchiere di vino e l'uva (“Autunno”) e Saturno che si scalda le mani accanto al fuoco (‘Inverno’), mentre i quattro frontoni triangolari dei soprapporta sopra gli ingressi recano i loro attributi.
Joseph Deschamps scolpì anche le otto sfingi con volti femminili che circondano l'edificio. Le loro teste sono inoltre decorate con ghirlande e frutti, a seconda delle stagioni.

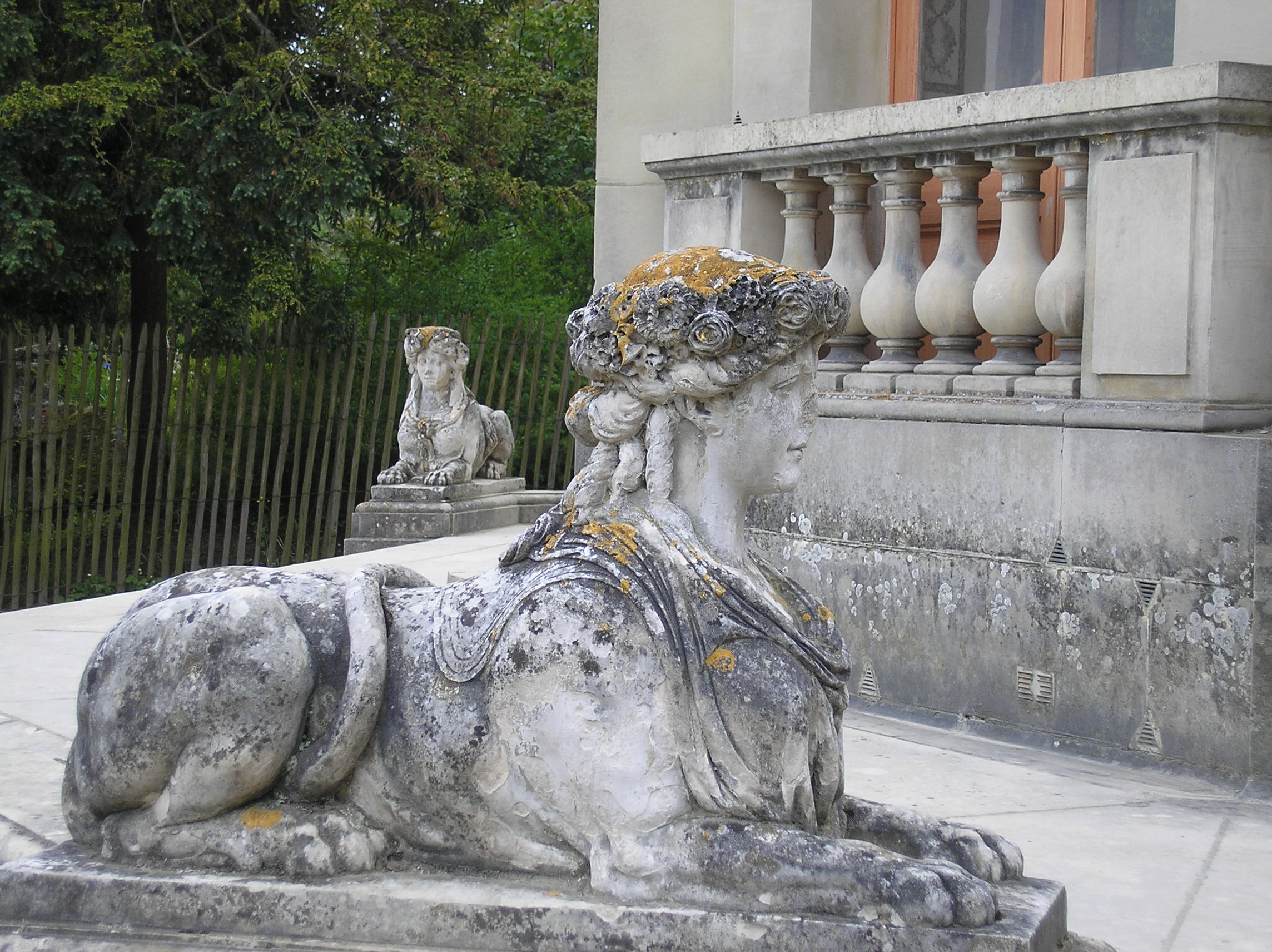
Sfinge con attributi di Flora
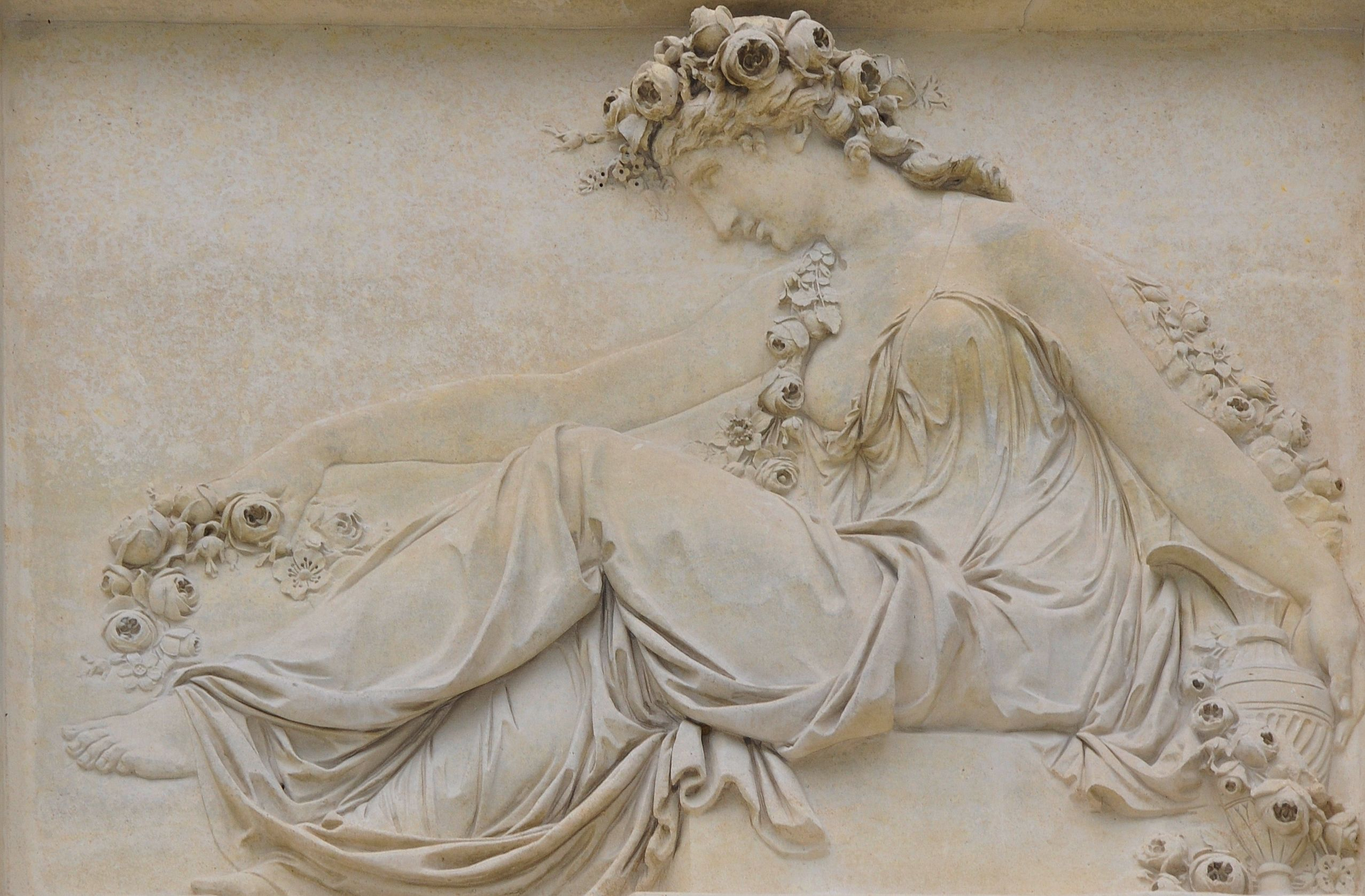
Flora ("Primavera")
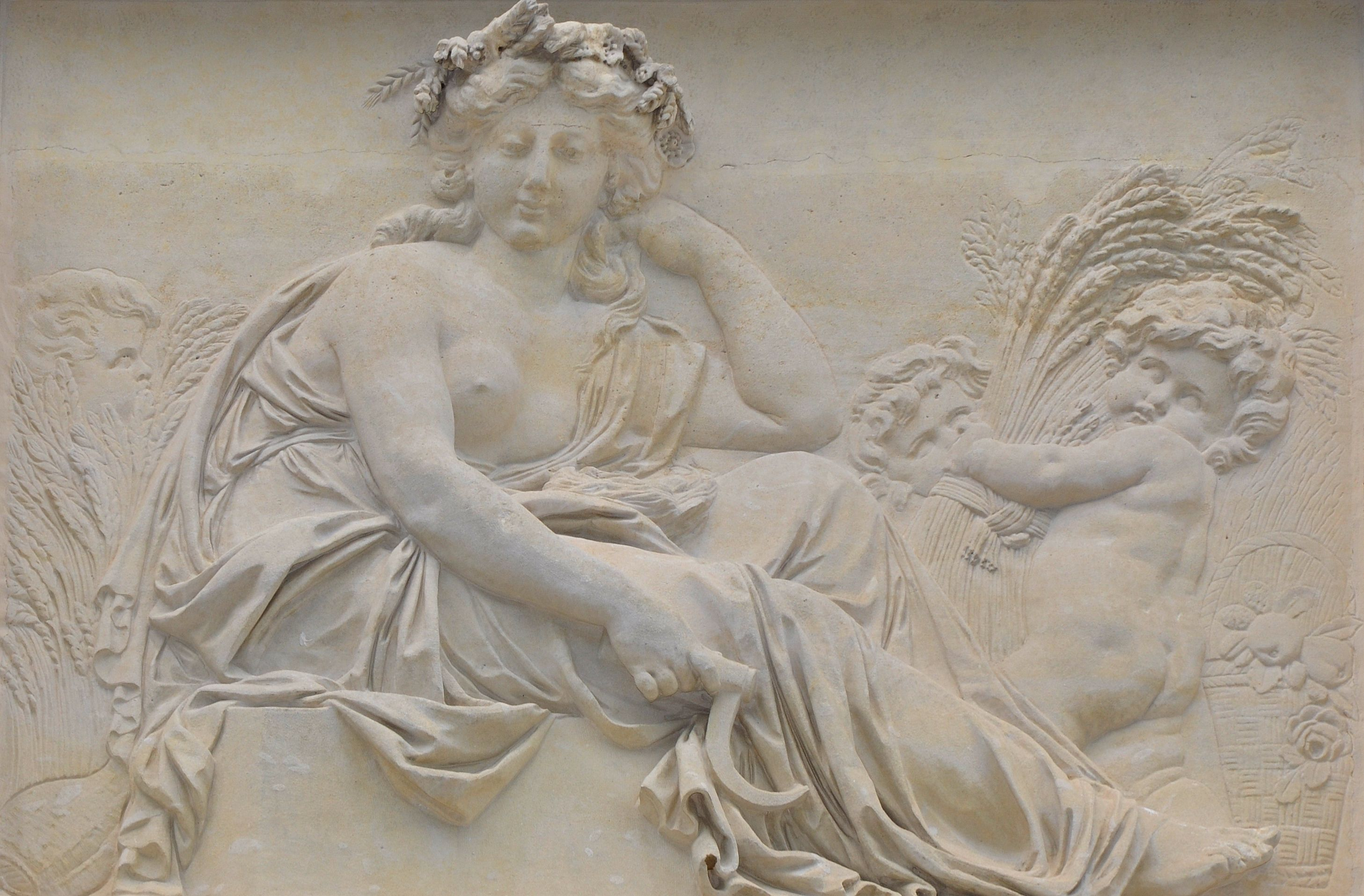
Cerere ("Estate")
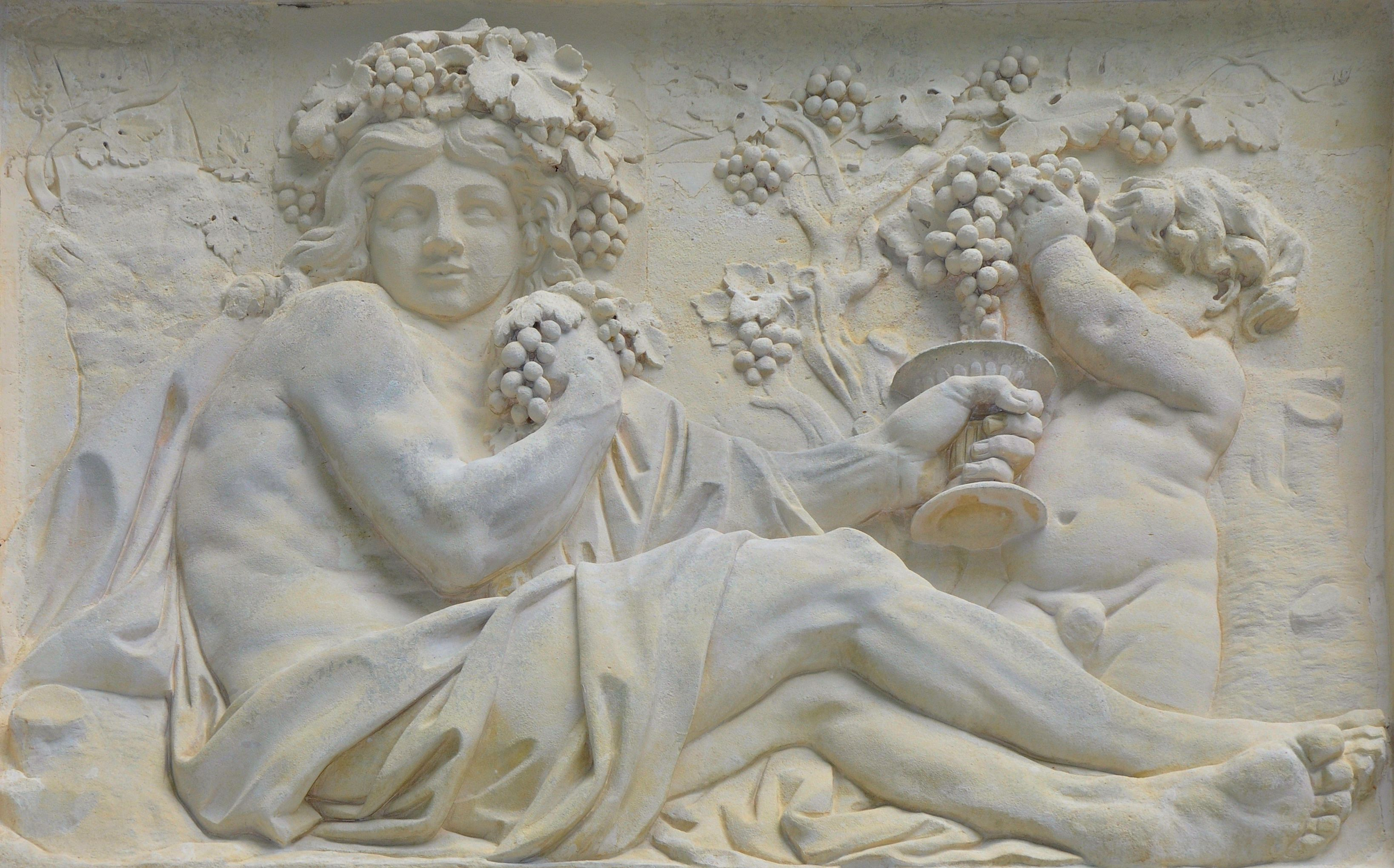
Bacco ("Autunno")
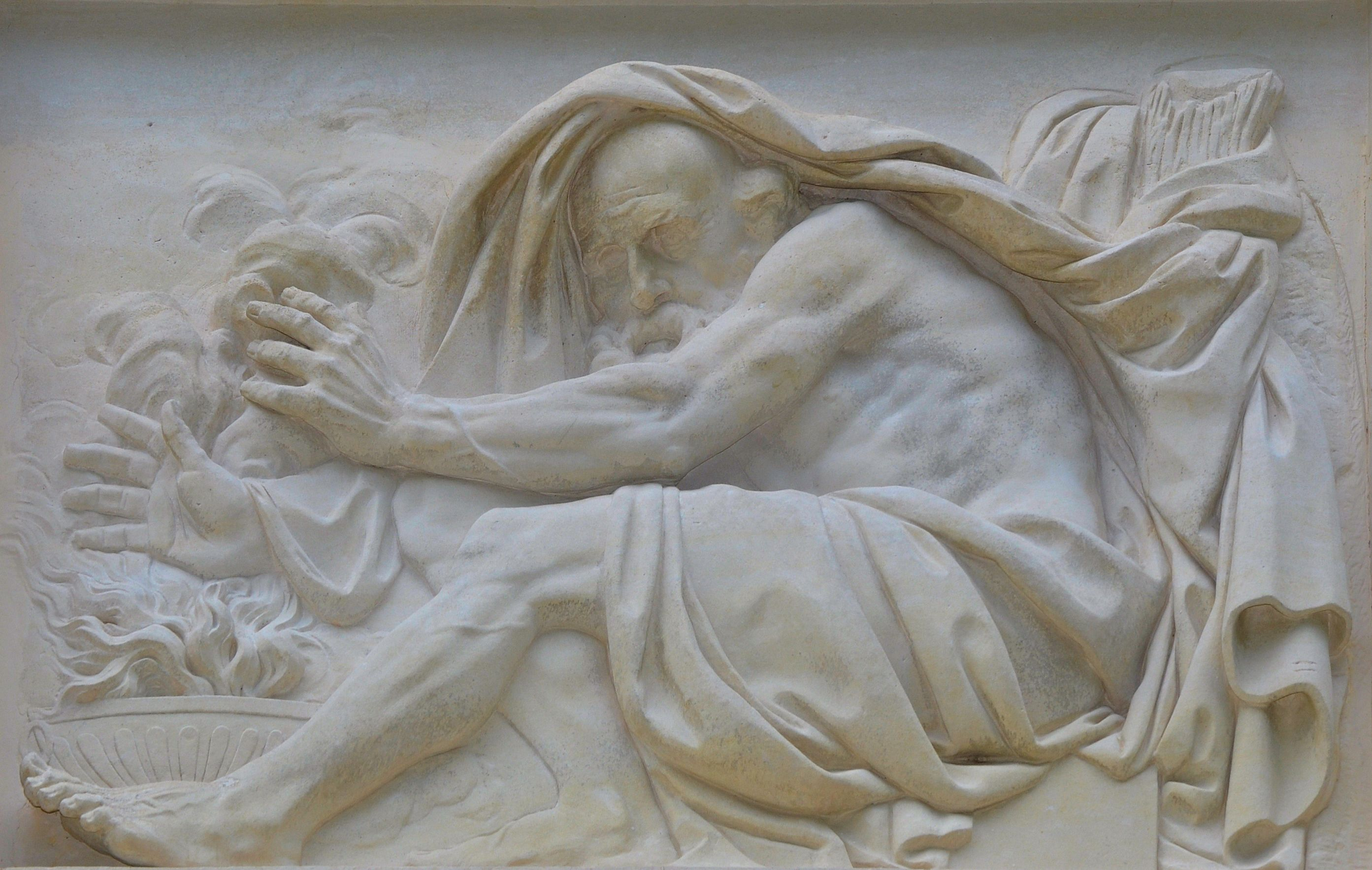
Saturno ("Inverno")

### Interno

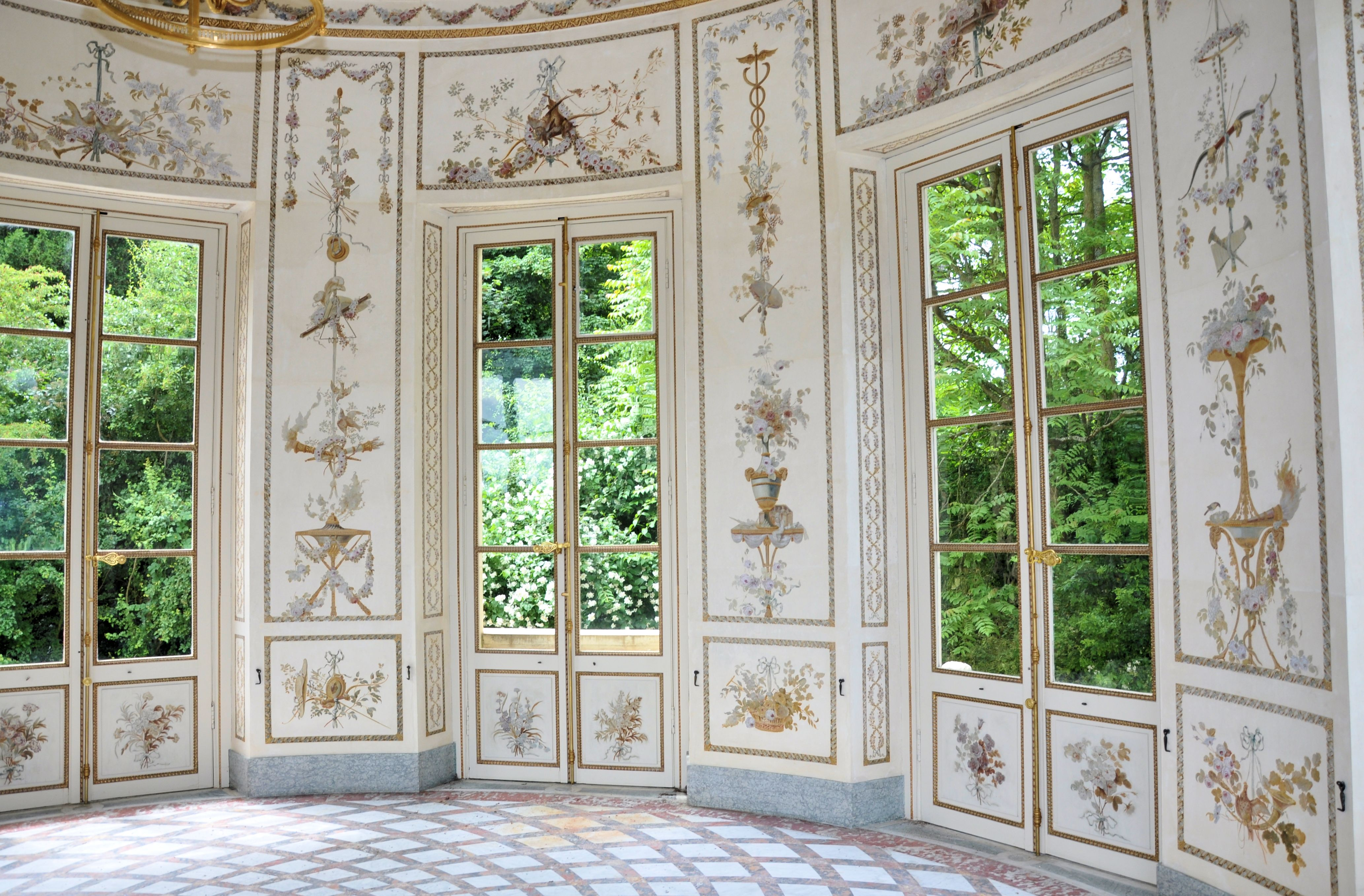
Interno del salone

Le superfici interne delle pareti sono ricoperte da stucchi decorati con dipinti. Raffinati arabeschi con ghirlande di fiori, cesti di rose e frutta, uccelli, strumenti musicali, faretre e torce, così come la decorazione esterna, corrispondono agli attributi delle stagioni. Il pavimento è un mosaico di lastre di marmo bianco, rosso e colorato.